# Phare de Nash Point
Le phare de Nash Point est un phare situé sur promontoire nommé Nash point (en gallois : Trwyn yr As) sur la Monknash Coast (en), un site d'intérêt scientifique particulier près de St Donats dans le comté de Vale of Glamorgan, au sud du Pays de Galles.
Ce phare est géré par le Trinity House Lighthouse Service à Londres, l'organisation de l'aide maritime des côtes du Pays de Galles.

## Histoire
Le phare de Nash Point est un bâtiment classé de la catégorie II, datant de 1831-32. Le phare a été conçu par James Walker, l'ingénieur en chef pour Trinity House. Sa construction aurait été demandée après le naufrage du The Frolic sur les bancs sables de Nash Sands en mars 1831, qui a entraîné plus de 50 morts. Le navire naviguait de Bristol à Haverfordwest.
Le phare disposait de deux lumières : une lumière principale et une lumière auxiliaire distantes d'environ 300 mètres, sur le Nash Point Low. La lumière principale a été enlevée pendant les années 1920 en raison du déplacement constant du banc de sable de Nash Sands. Il émet maintenant une lumière courte blanche et rouge de 2 secondes, selon secteur et toutes les 15 secondes.

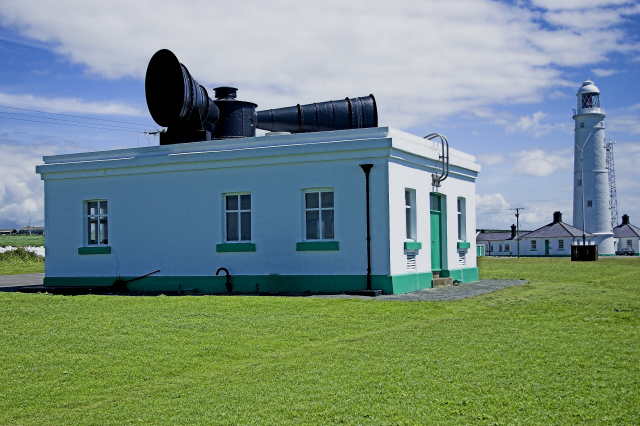
L'ancienne corne de brume

Le phare de Nash Point fut le dernier phare habité au Pays de Galles, et il a été automatisé en 1998. Le phare est maintenant ouvert aux visiteurs et il est souvent utilisé comme un lieu de mariage. Le signal de brouillard, qui n'est plus nécessaire par les navires, émet tout de même le premier samedi et le troisième dimanche de chaque mois comme attraction supplémentaire pour les visiteurs.

### Lien connexe
- Liste des phares du Pays de Galles